# Казбулбуцијаде
Казбулбуцијаде је хумористички часопис који је излазио у Вршцу почетком 20. века. Објављивао га је штампар и издавач Милан Петко-Павловић. Први број листа изашао је 1905. године. Садржај листа чиниле су шаљиве песме и причице које је сакупио др Казбулбуц, односно српски писац, хумориста, преводилац и сарадник многих хумористичких листова Васа Крстић.

## О листу
Пун назив листа, са поднасловом, био је Казбулбуцијаде : скупљене шаљиве песме и причице Дра Казбулбуца. Излазио је на 16 страна и садржао је сабране песме и приче др Казбулбуца које су излазиле по разним српским шаљивим листовима, обогаћене илустрацијама.
Излазак првог броја листа Казбулбуцијаде најављен је у Босанској вили бр. 5, од 15. марта 1905. године, у рубрици "Књижевне и културне биљешке". У белешци је најављен излазак листа "око Васкрса" исте године.
Тринаест година раније, 1892. године, Васа Крстић објавио је књигу песама под сличним називом: Казбулбуцијаде : прва врећа слатко-горких пилулица, медно-жучних пусличица, оситнијих крупничица из апотеке и по рецептима Дра. Казбулбуца. Књига је објављена на 173 стране, а објавио ју је издавач В. М. Радовић из Мостара.
Примерци овог листа чувају се у Градској библиотеци у Вршцу.

## О раду Васе Крстића - Казбулбуца
Васа Крстић (1849—1910) стварао је крајем 19. и почетком 20. века. Писао је шаљиве приче и песме и објављивао их најчешће под псеудонимом др Казбулбуц, а познат је био и као Прекобарац. Осим неколико збирки песама и прича које је објавио, сарађивао је и у многим српским шаљивим листовима. Годинама је сарађивао у издањима Милана Петка-Павловића, а био је главни сарадник Петко-Павловићевог листа Бубањ (1896-1899).
- Неколико страна из листа Казбулбуцијаде
- Страна 6
- Страна 8
- Страна 10
- Страна 11
- Страна 13